# 津曲裕次
津曲 裕次（つまがり ゆうじ、1936年7月25日 - ）は、障害者教育・福祉の歴史研究を専門とする研究・教育者。筑波大学名誉教授、高知女子大学名誉教授、長崎純心大学大学院教授を経て、現在、長崎純心大学客員教授。社会福祉法人滝乃川学園石井亮一・筆子記念館顧問。

## 来歴
本籍は鹿児島県。1961年東京教育大学教育学部特殊教育学科卒、1964年東京教育大学大学院教育学研究科修士課程修了、1966年東京教育大学大学院教育学研究科博士課程退学、奈良教育大学助教授、1972年東京教育大学講師、1975年東京教育大学助教授、1976年筑波大学助教授、1988年教授に就任。1996年筑波大学退官の後、1998年高知女子大学教授、2002年長崎純心大学大学院教授。2016年4月より長崎純心大学客員教授。1981年「アメリカ初期知能障害児学校史の研究」で教育学博士(筑波大学)。筑波大学名誉教授、高知女子大学名誉教授。

## 著書
- 『鳩が飛び立つ日「石井筆子」読本』大空社 2016
- 『精神薄弱問題史概説 そのまとめと展望』川島書店 1980
- 『精神薄弱者施設史論』誠信書房 1981
- 『障害者の教育と福祉入門 イラストとミニマム・エッセンシャルズでつづる 共に生きる社会をめざして』川島書店 1988
- 『改訂増補 障害者の教育と福祉入門 イラストとミニマム・エッセンシャルズでつづる 共に生きる社会をめざして』川島書店 1997
- 『障害者の教育・福祉・リハビリテーション入門 共に生きる社会をめざして』川島書店 2002
- 『石井筆子』大空社 シリーズ福祉に生きる 2000
- 『石井亮一』大空社 シリーズ福祉に生きる 2002
- 『滝乃川学園 石井亮一・筆子が伝えた社会史 1 女子教育から知的障害者教育へ』大空社 2012 ほか

### 共編著
- 『知能障害の教育と福祉』中野善達共編集 日本図書文化協会 1978
- 『障害者教育史 社会問題としてたどる外国と日本の通史』清水寛・松矢勝宏・北沢清司共編著 川島書店 1985
- 『写真・絵画集成 日本の障害児教育』編 日本図書センター 2004
- 『無名 (むみょう) の人石井筆子 "近代"を問い歴史に埋もれた女性の生涯』一番ヶ瀬康子・河尾豊司共編 ドメス出版 2004
- 『知的障害者教育・福祉の歩み 滝乃川学園百二十年史』上・下 大空社 2011
- 『天地を拓く 知的障害福祉を築いた人物伝』 日本知的障害者福祉協会 2013
- 『特別支援教育・福祉年史集成』全10巻 日本図書センター 2014-2015
- 『学校・施設アーカイブズ入門』大空社 2015 ほか

### 翻訳
- S．P．デイビス『精神薄弱者と社会』杉田裕監修 日本文化科学社 1972
- レオ・カナー『精神薄弱の教育と福祉の歩み』大井清吉共訳 福村出版 1976 ほか

## 参考
- 『現代日本人名録』2002
- 長崎純心大学